# Quang Dũng
Thái Văn Dũng, connu sous son nom de scène, Quang Dũng (né le 8 août 1976 à Quy Nhơn, Bình Định), est un chanteur vietnamien.

## Carrière
En 1997, il participe au concours de chant télévisé de Bình Định et remporte le deuxième prix. En 1998, Quang Dung a été nommé au ministère provincial de la Culture et a remporté une médaille d'or. 

## Vie privée
Le 25 juillet 2007, il épouse Jennifer Phạm. En 2009, ils divorcent et s'arrangent pour garder leur premier enfant, Bảo Nam (An Nam).  

## Discographie

### Albums
- 2002 : Biển nghìn thu ở lại
- 2002 : Bên đời có em
- 2002 : Anh sẽ đến … Giấc mơ buồn
- 2002 : Cỏ xót xa đưa
- 2003 : Ru mãi ngàn năm
- 2003 : Hoài niệm dấu yêu (feat. Thanh Thảo)
- 2003 : Hoa có vàng nơi ấy
- 2003 : Một người đi … Một người quên
- 2003 : Gợi giấc mơ xưa
- 2003 : The best of Quang Dũng
- 2004 : Đêm thành phố đầy sao
- 2004 : Nguyệt
- 2005 : Chuyện…!
- 2005 : Ta
- 2005 : Em
- 2006 : Yêu
- 2007 : Khi
- 2007 : Vì ta cần nhau (feat. Hồng Nhung)
- 2007 : Xuân
- 2011 : Tình bỗng chốc là không